# Pavlinski samostan Sveta Jelena
Pavlinski samostan svete Jelene, rimokatolički samostan redovnika pripadnika Pavlinskog reda, koji se nalazio u mjestu Svetoj Jeleni kod Čakovca u Međimurju; danas je tu naselje i općinsko sjedište Šenkovec.

## Povijest
Samostan je utemeljen u 14. stoljeću, nakon što je stoljeće ranije osnovan pavlinski crkveni red. Premda postoje indicije da su pavlini na tom području djelovali već nešto ranije, kao datum utemeljenja samostana uzima se 27. kolovoza 1376., kada je izdana darovnica hrvatskog bana i ondašnjeg gospodara Međimurja Stjepana II. Lackovića, njegova sina Ladislava, brata Dionizija, te nećaka Andrije (sina Nikole Lackovića, erdeljskog vojvode) za posjed zvan Varhel. Potvrdnicu te darovnice izdala je na dan 20. lipnja 1384. hrvatsko-ugarska kraljica Marija Anžuvinska.
Pavlini su na darovanom posjedu izgradili crkvu i samostan. Prvobitni naziv tog rimokatoličkog doma bio je „Pavlinski samostan Blažene Djevice Marije i Svih svetih“, ali je on promijenjen u 16. stoljeću, kada u Međimurje kao gospodari dolaze knezovi Zrinski i kada mijenja ime u „Pavlinski samostan svete Jelene“, postavši posvećen svetoj Jeleni Križarici, majci rimskog cara Konstantina.
Nakon osnutka i prva dva desetljeća postojanja u vrijeme velikaške obitelji Lacković, samostan nešto kasnije širi svoje posjede darovnicom grofa Hermana II. Celjskog, novog vlasnika Međimurja, koja je datirana na 8. listopada 1420. godine, i kojom svetojelenski pavlini stječu obližnji posjed Šenkovec, sjeverno od samostana. Kralj Matija Korvin poklonio je pavlinima 1467. godine još jedan posjed, Mačkovec, koji se nalazio sjeveroistočno od Svete Jelene. U vlasništvu pavlina našlo se u 15. stoljeću još jedno imanje u Međimurju, Štrigova, gdje je 1448. godine izgrađena barokna crkva sv. Jeronima, s poznatim freskama Ivana Rangera (1700-1753).
Kada je Nikola Šubić Zrinski 1546. postao gospodar Međimurja i kad se 1556. stalno nastanio u Čakovcu (prije je najviše boravio u Gvozdanskom i drugim vjekovnim obiteljskim utvrdama), izgradio je 1559. godine u sklopu samostanskog kompleksa mauzolej za svoju obitelj, u kojem su nakon njegove prve supruge Katarine rođ. Frankopan, umrle 1561, pokopani mnogi članovi te velikaške obitelji. U početku dobrosusjedski odnosi svetojelenskih pavlina i Zrinskih pogoršali su se u vrijeme Nikolina sina Jurja IV., koji prihvaća protestantizam i progoni katoličke svećenike na svojim posjedima. Mnogi od njih su morali otići iz Međimurja, ali pavlini u Svetoj Jeleni su se najvjerojatnije uspjeli održati, premda neki izvori govore da su neko vrijeme bili odsutni, odnosno da su 1580. privremeno napustili samostan.
Prešavši početkom dvadesetih godina 17. stoljeća na katoličanstvo, Juraj V. Zrinski, mladi hrvatski ban, omogućio je slobodno funkcioniranje samostana i općenito rehabilitaciju i obnovu katoličanstva u to doba, poslije burnog razdoblja druge polovice 16. stoljeća, kada je došlo do širenja protestantizma, odnosno crkvene reformacije. Od tada, pa sve do ukinuća Pavlinskog reda 1786. godine, samostan u svetoj Jeleni bio je središte duhovne skrbi međimurskog puka. Nakon toga, tu ulogu sve više preuzimaju čakovečki franjevci. Oni su u Čakovec došli 1659. godine odlukom zagrebačkog biskupa Petra Petretića, koji je to napravio u dogovoru s banom Nikolom Zrinskim Čakovečkim i kustodom Maksimilijanom Tkalčevićem. Svetojelenski pavlini pritom su se protivili toj odluci i na 20. i 21. svibnja 1659. sazvanom konzistoriju njihov je predstavnik Nikola Straščak, vikar samostana, izložio dvanaest razloga zašto se odupiru dolasku franjevaca u Čakovec. Ipak, odluka je ostala na snazi i franjevci su se nešto kasnije ipak doselili u tada relativno skromno, drveno čakovečko samostansko zdanje. Nekako u to vrijeme, od 1659. do 1662. godine, prior samostana u Svetoj Jeleni bio je poznati pjesnik, pisac, jezikoslovac i leksikograf Ivan Belostenec.
Kroz stoljeća njegova postojanja, u samostanu su djelovali pavlini i hrvatskog i mađarskog podrijetla (pri čemu su Mađari često puta imali veći utjecaj), a pritom je i latentno bila prisutna svojevrsna odbojnost potonjih prema prvima. Prema nekim izvorima, ta je odbojnost Mađara u pojedinim razdobljima znala prerastati u netrpeljivost i nesnošljivost. Stvari su se promijenile kada je dekretom papinske Kongregacije za promicanje vjere od 30. kolovoza 1700. godine došlo do razdvajanja hrvatske i ugarske pavlinske provincije. Mnogi su se svetojelenski pavlinski svećenici osim vjerskim bavili i drugim radom, i to obrazovnim, znanstvenim, književnim i umjetničkim. Uz već spomenute Rangera i Belostenca, među najpoznatije od njih spada i Josip Bedeković Komorski (1688-1760.), član stare zagorske plemićke obitelji Bedeković, pisac knjige "Natale solum magni ecclesiae doctoris sancti Hieronymi Stridonis occultatum", u kojoj govori da je sveti Jeronim, za kojeg se zna da je rođen u mjestu latinskog naziva Stridon, zapravo rođen u Štrigovi, na sjeverozapadu Međimurja. Samostan je u svojih preko 400 godina postojanja nekoliko puta bio više ili manje oštećen, i to u vrijeme prodora protestantizma, zatim u požaru 1695. godine, te u potresu 1738. godine, nakon kojeg je obnovljen u baroknom stilu.
Ukinućem Pavlinskog reda od strane cara i kralja Josipa II. Habsburškog došlo je 7. veljače 1786. godine do prestanka djelovanja samostana u Svetoj Jeleni. Dana 20. ožujka 1788. u samostan su stigli kraljevski povjerenici, preuzeli ga, popisali imovinu i stavili pod upravu Kraljevske komore. Isto je učinjeno s crkvom sv. Jeronima u Štrigovi. Jedanaestorica tadašnjih svećenika, kao i ostali crkveni službenici i pomoćno osoblje, sljedećih su dana ili tjedana dobili svoje otpremnine i putne troškove, te se razišli. Samostanski objekti su kasnije služili u druge svrhe, pa su tako najprije bili vojno skladište, od 1802. godine postali vlasništvo plemićke obitelji Knežević, a na kraju stradali u velikom potresu 1880. godine, nikad poslije toga obnovljeni. Danas su preostali samo temelji samostanskih zdanja obrašteni travom, te kapela.

## Vanjske poveznice
- Povijest Pavlinskog samostana Sveta Jelena
- Studija Samostan Svete Jelene u vremenu i nevremenu  Arhivirana inačica izvorne stranice od 5. ožujka 2021. (Wayback Machine)
- Povijest samostana[neaktivna poveznica][neaktivna poveznica]
- Kapelica sv. Jelene – jedini prostali objekt nekadašnjeg samostanskog kompleksa  Arhivirana inačica izvorne stranice od 6. svibnja 2010. (Wayback Machine)